# Hereret
| F18 · Y1 | rw · Z1 | rw · Z1 | B1 | M2 |

| F18 · Y1 | rw · Z1 | rw · Z1 | B1 | M2 |

Hereret (a veces escrito como Herere; ḥrrt, 'flor') fue una noble del Antiguo Egipto de finales de la dinastía XX y principios de la XXI. 
Aunque durante su vida debe haber sido una persona influyente, no se sabe mucho con certeza sobre sus relaciones familiares. Los nombres de sus padres no nos han llegado y la identidad de su esposo no es segura. A menudo se la considera esposa o abuela del sumo sacerdote de Amón en Tebas, Pianj, aunque también se ha sugerido que podría haber sido la esposa del sumo sacerdote Amenhotep.

## Premisas de su biografía
La posición de Hereret en su relación con la genealogía de los sumos sacerdotes tebanos depende en última instancia de dos factores, ninguno de los cuales ha sido resuelto todavía:
1. la identidad de su hija Nedymet
2. el orden relativo de los sumos sacerdotes Herihor y Pianj

## Su relación con Nedymet
Lo único que puede establecerse sin lugar a dudas es que fue la madre de la noble Nedymet, cuya momia y ajuar funerario se encontraron en el llamado Gran Caché Real cerca de Deir el-Bahari. Con la momia se encontraron dos Libros de los Muertos. Uno de ellos, el papiro BM 10490, ahora en el Museo Británico, perteneció a "la Madre del rey, Nedymet, hija de la Madre del rey, Hereret". Mientras que el nombre de Nedymet estaba escrito en un cartucho, el nombre de Hereret no lo estaba. Dado que la mayoría de las veces esta Nedymet es vista como la esposa del sumo sacerdote Herihor, quien también está atestiguado con títulos reales, el título de Hereret es interpretado, a menudo, como "la Suegra del rey", aunque su título "la que portaba el Toro Fuerte" sugiere que en realidad debe haber dado a luz a un rey.
Sin embargo, recientemente se ha cuestionado la opinión común de que solo había una reina Nedyemet y se ha  revisado la antigua opinión de que la momia encontrada en el caché real era la de la madre de Herihor y no la de su esposa. Aunque es indiscutible que Herihor tuvo una "reina" llamada Nedyemet (que ya lo reconoció el propio Champollion), Édouard Naville postuló en 1878 que Herihor debió tener una madre llamada Nedyemet. Lo hizo basándose en el papiro BM 10541, encontrado con su momia. De hecho, es notable que, aunque Herihor aparece en este papiro, Nedyemet en ninguno de sus dos Libros de los Muertos es mencionada como "la Esposa del rey". Todo el énfasis está en su posición como Madre del rey, como si ese fuera su único título relevante para Herihor.
Las familias gobernantes del período de transición de la dinastía XX a la XXI es conocida por la repetición de nombres, por lo que el hecho de que Herihor tuviera una esposa y madre con el mismo nombre, no sería en sí mismo improbable. Si la Nedyemet del caché real fuese, de hecho, la madre de Herihor, se deduce que Hereret debe haber sido la abuela de Herihor en lugar de su madrastra. En esta posición, bien podría haber sido la esposa del sumo sacerdote Amenhotep. Sin embargo, el debate sigue abierto.

## Cartas ramésidas tardías
Una de las Cartas ramésidas tardías, la carta n° 2, escrita por el escriba de la necrópolis Dhutmose, menciona que Hereret estuvo en Elefantina durante una expedición militar de Pianj. Dado que esto parecía implicar que Pianj hizo que su abuela lo acompañara en la primera parte de una campaña peligrosa, M. Bierbrier sugirió que además de una Hereret A, la madre de Nedymet, pudo haber habido una Hereret B, la hija de Nedymet y esposa de Pianj. La necesidad de una segunda Hereret dejó de existir, más o menos, cuando Karl Jansen-Winkeln propuso anteponer el pontificado de Pianj al de Herihor. De esta forma solo habría una Hereret, que sería tanto la esposa de Pianj como la suegra de Herihor. Su título 'la que dio a luz al Toro Fuerte' ahora se podía relacionar con que fuese la madre del sumo sacerdote Pinedyem, que se cree que asumió un estatus semi-real, más adelante, en su carrera política.